# کرامول (اکلاهما)
کرامول(به انگلیسی: Cromwell) شهری در ایالت اکلاهما کشور ایالات متحده آمریکا است که جمعیت آن در سرشماری سال ۲۰۱۰ میلادی، ۲۸۶ نفر بوده‌است.